# التعليم الطبي الاقليمي
برنامج التعليم الطبي الإقليمي وامي (WWAMI) التابع لكلية الطب بجامعة واشنطن (يشار إليه غالبًا باسم "WWAMI"، وينطق "wammy") هو شراكة في غرب الولايات المتحدة، تأسست في عام 1971 بين ولاية واشنطن وجامعة واشنطن وولايات وايومنغ (انضمت في عام 1996) وألاسكا ومونتانا وأيداهو، ومن هنا جاء الاختصار "WWAMI".

## خلفية
في عام 1970، وبدافع من النقص في أطباء الرعاية الأولية الذي كان يؤثر تاريخيًا على المناطق الريفية، أنشأت كلية الطب بجامعة واشنطن برنامجًا تعليمياً مجتمعياً في مجال الطب يشمل أربع ولايات (ثم أصبح يشمل خمس ولايات مع انضمام ولاية وايومنغ في عام 1996)، وكان الهدف من هذا البرنامج هو زيادة عدد أطباء الرعاية الأولية في أنحاء شمال غرب الولايات المتحدة.
أُنشأت WWAMI كبرنامج تعليم طبي إقليمي للولايات المجاورة التي كانت تفتقر في ذلك الوقت إلى كليات الطب الخاصة بها (تأسست كلية أيداهو للطب العظمي في عام 2016 في ميريديان بولاية أيداهو، وأسست جامعة ولاية واشنطن كلية إلسون إس فلويد للطب في سبوكين بولاية واشنطن في عام 2015) مع تشجيع الأطباء المتدربين أيضًا على البقاء في المنطقة ومزاولة المهنة فيها في نهاية المطاف، حيث يُعتقد أن مقدار الوقت الذي يقضيه الطلاب في ولاية معينة يزيد من احتمالية ممارستهم هناك بعد التخرج. يُعتبر البرنامج ناجحًا إلى حد كبير، ويعمل كنموذج للتعليم الطبي الإقليمي الشامل.
قبل إضافة ولاية وايومنغ في عام 1996، كان البرنامج يُعرف باسم "WAMI". وكان هذا هو الاتفاق السابق لتلك الولاية مع كلية الطب بجامعة كريتون الخاصة في أوماها، نبراسكا.

## برنامج
يتضمن البرنامج خمسة أهداف معلنة:
1. تقديم تعليم طبي مدعوم من الجهات الحكومية
2. زيادة عدد أطباء الرعاية الأولية وتصحيح التوزيع غير المتوازن للأطباء
3. توفير تعليم طبي قائم على المجتمع المحلي
4. توسيع نطاق التعليم الطبي بعد التخرج والتعليم الطبي المستمر
5. تقديم كل ما سبق بطريقة فعالة من حيث التكلفة

يعتمد نموذج البرنامج على استخدام جامعات الولايات القائمة في الولايات الخمس خلال أول 18 شهرًا من دراسة الطب، وهي المرحلة المعروفة ب - مرحلة الأساسيات - والتي تعادل السنتين الأولى والثانية من كلية الطب. أما في السنة الثالثة والرابعة، والتي تُركّز على التعليم السريري، فيتم التدريب في مواقع موزعة عبر الولايات الخمس. يوجد أكثر من 3000 طبيب منتسب إلى WWAMI متاحين للتدريب السريري الإلزامي والاختياري.
يوفر البرنامج رسومًا دراسية داخل الولاية لجميع أجزاء البرنامج، مما يُخفّض تكاليف التعليم بشكل كبير. تدعم كل ولاية الرسوم الدراسية لطلابها. ونظرًا لمحدودية عدد الأماكن المتاحة، فإن القبول تنافسي.

## المدارس المشاركة
تشارك المدارس التالية في برنامج WWAMI:
- جامعة ولاية مونتانا في بوزيمان
- جامعة ألاسكا أنكوريج (سابقًا في جامعة ألاسكا فيربانكس ، حتى عام 1989)
- جامعة أيداهو في موسكو
- جامعة واشنطن في سياتل
- جامعة وايومنغ في لارامي
- جامعة جونزاجا في سبوكين (سابقًا في جامعة ولاية واشنطن في بولمان حتى عام 2008، ثم في جامعة ولاية واشنطن في سبوكين حتى عام 2016 عندما أنشأت جامعة ولاية واشنطن كلية الطب الخاصة بها)[9][10][11]

## أحجام الفصول الدراسية في كل ولاية من ولايات WWAMI
- واشنطن/سياتل: 100
- واشنطن/سبوكان: 60
- وايومنغ: 20
- ألاسكا: 30
- مونتانا: 30
- أيداهو: 40

## روابط خارجية
- سبوكان WWAMI
- وايومنغ WWAMI
- ألاسكا WWAMI
- مونتانا WWAMI/
- أيداهو WWAMI